# Xysticus ibex
Xysticus ibex là một loài nhện trong họ Thomisidae.
Loài này thuộc chi Xysticus. Xysticus ibex được Eugène Simon miêu tả năm 1875.